# De Zândkoele

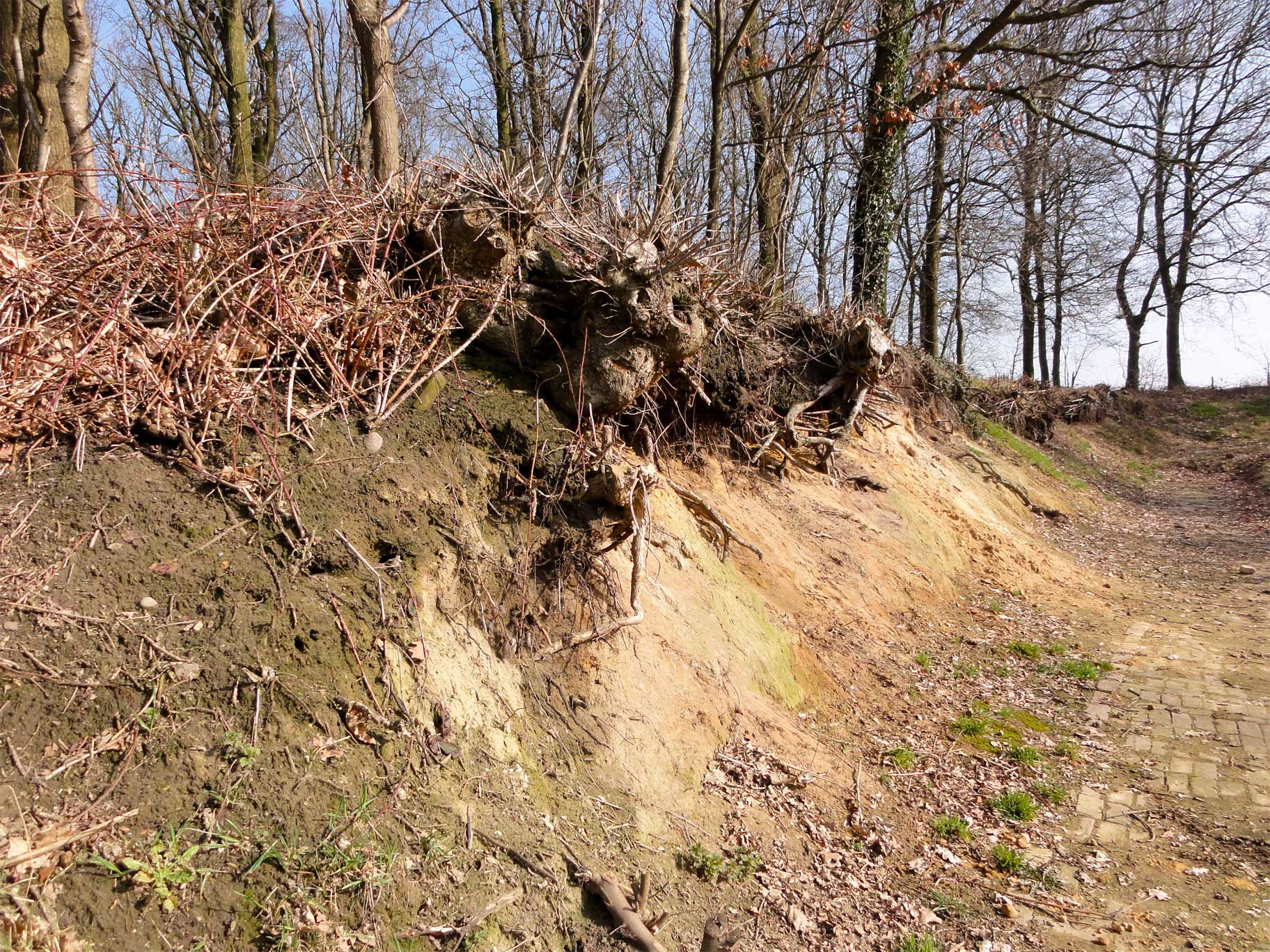
De Zândkoele nabij Heetveld

De Zândkoele is een geologisch monument in de gemeente Steenwijkerland in de Kop van Overijssel. De Zândkoele ligt vlak bij het dorpje Heetveld. In de Zândkoele is een kaart van Scandinavië uitgelegd in houtsnippers en schelpen met daarin aangegeven de herkomstplaats van de in Nederland gevonden zwerfstenen. De keien zijn geplaatst op de locatie in Scandinavië waar deze stenen vermoedelijk van afkomstig zijn. Tevens is er een kleine afgraving van keileem te zien.